# Jacopo da Pontormo
Jacopo Carrucci, cunoscut și ca Jacopo da Pontormo sau, mai simplu, Pontormo (n. 24 mai 1494, Empoli, Toscana, Italia – d. 31 decembrie 1556, Florența, Ducatul Florenței⁠(d)) a fost un pictor italian manierist și portretist, reprezentant al Școlii florentine.

## Tinerețea
S-a născut la Pontormo, suburbie a orașului Empoli.
Rămâne orfan de mic: la cinci ani îi moare tatăl, Jacopo di Martino Carrucci, iar la zece ani îi trece în neființă și mama, Alessandra di Pasquale di Zanobi.
La scurt timp dispar și bunicii și singura sa soră.
Abia împlinește 11 ani și este trimis la Florența, unde învață pictura, probabil pentru scurtă vreme, de la Leonardo da Vinci, cu puțin timp înainte ca acest mare artist să plece la Milano, în 1506.
Alți artiști care l-au format au fost: Mariotto Albertinelli, Piero di Cosimo și Andrea del Sarto.

## Primele lucrări (până în 1521)

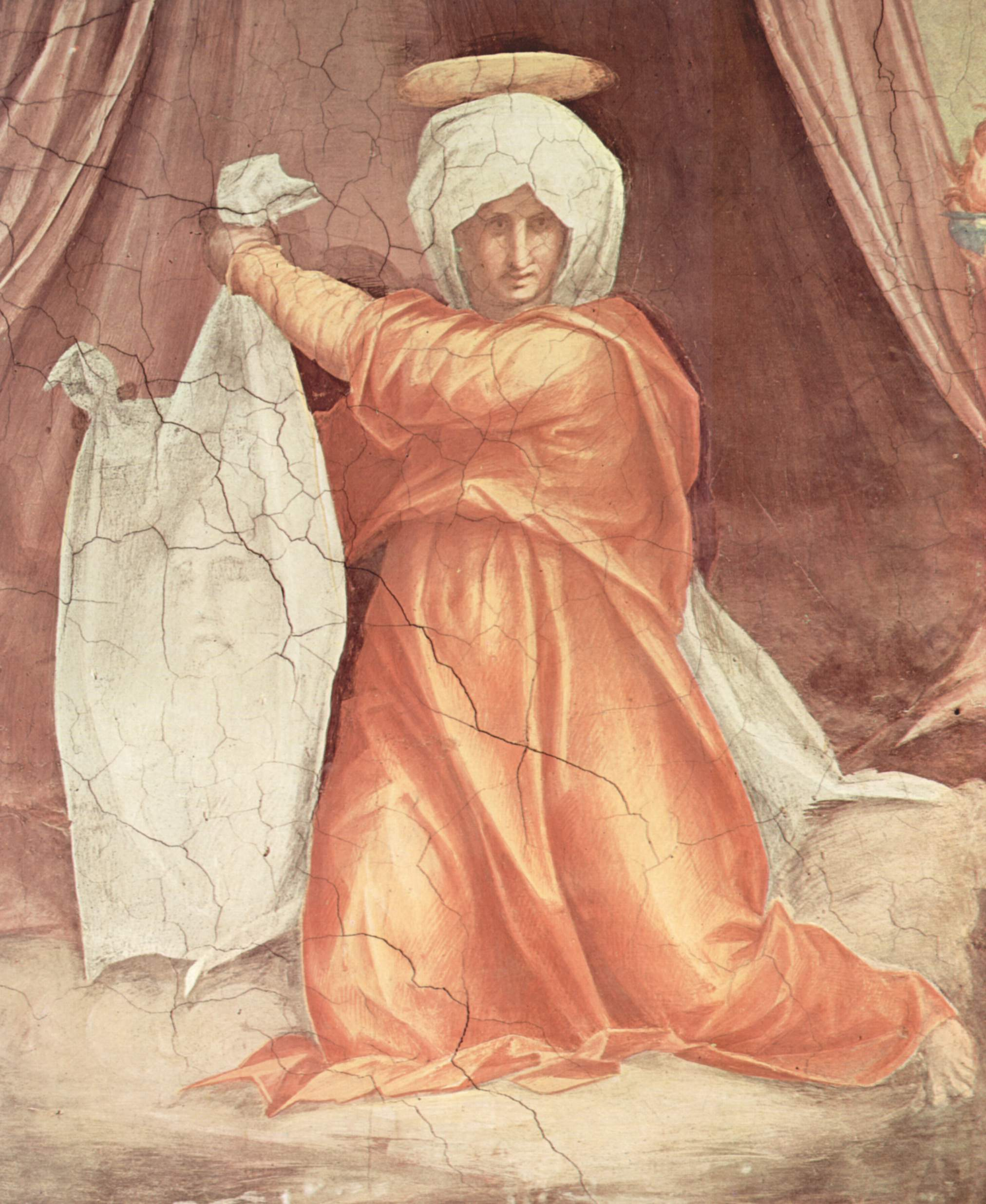
Veronica (1515), detaliu

Deși pictează în format mic, stârnește interesul pictorilor consacrați, mai ales din partea lui Rafael încă de la 14 ani, când intră la Scuola din San Marco, fondată de Mariotto Albertinelli și Fra Bartolomeo.
Aici se întâlnește cu Rosso Fiorentino.
Peste patru ani, în 1512, intră să studieze la atelierul lui Andrea del Sarto.
În 1513 începe să lucreze pentru familia Medici.
În anul următor, pictează în peristilul bisericii Santissima Annunziata, împrejurul stemei papei Leon al X-lea, fresce înfățișând alegoria credinței și milostivirii.

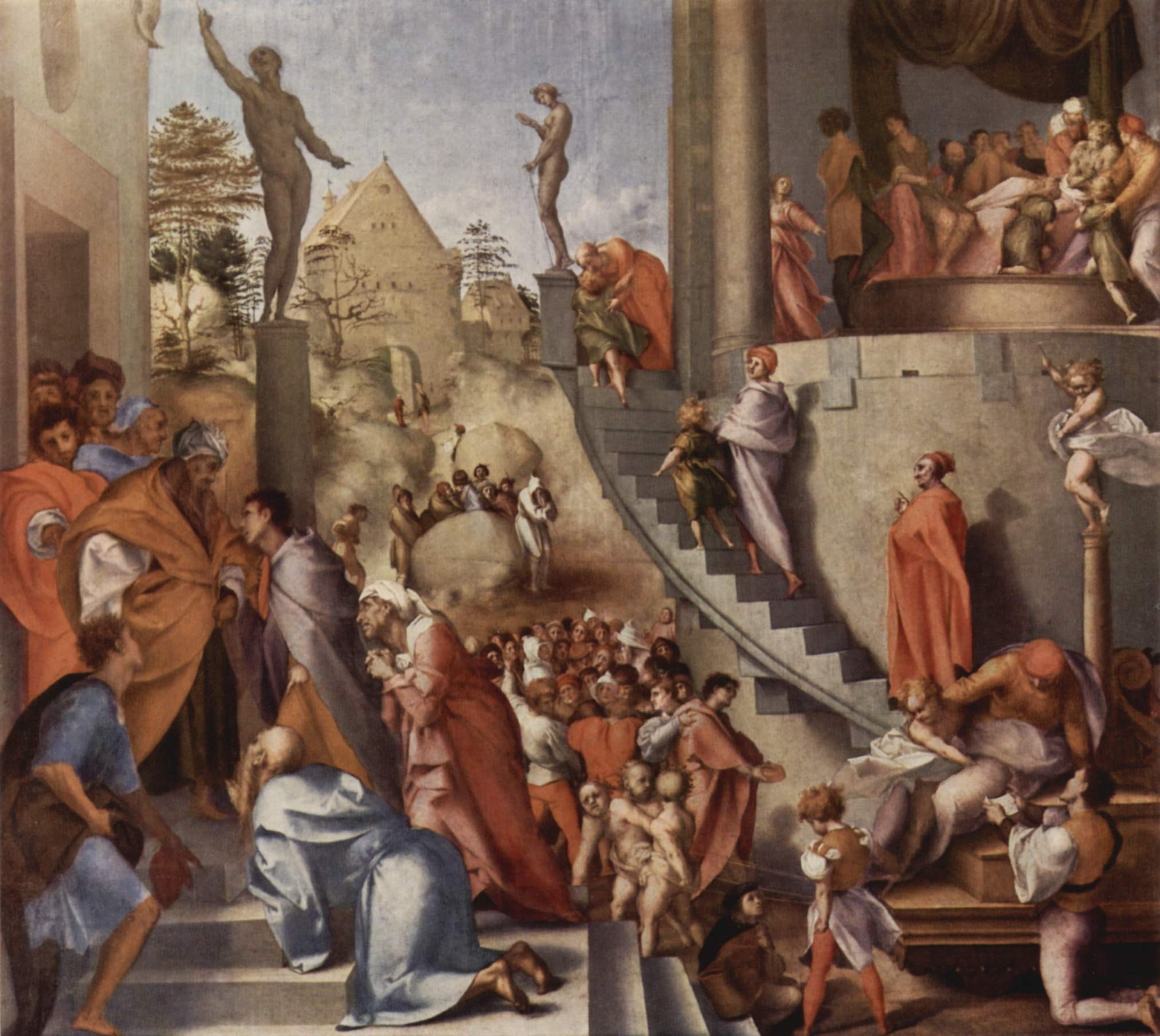
Giuseppe in Egitto (1517 - 1518)

Spre sfârșitul anului 1515, papa începe, în Florența, construcția capelei papale în incinta bisericii Santa Maria Novella.
Participând la decorarea acesteia, Pontormo surprinde prin forța talentului său.
Astfel, fresca Sfânta Veronica (1515) surprinde prin vioiciunea culorilor și lipsa echilibrului simetric, elemente care prevestesc stilul manierist de mai târziu al artistului.
Din nefericire, moartea papei, în 1521, conduce la sistarea lucrărilor.
În perioada 1516 - 1518, Pontormo, împreună cu alți artiști remarcabili ai Florenței, decorează camera nupțială a fiului bancherului Salvi Borgherini.
În cadrul acestei serii de lucrări, tabloul Iosif în Egipt (Giuseppe in Egitto) se remarcă prin nuanțele intense de roșu, aceeași lipsă a echilibrului care aproape degenerează în haos.

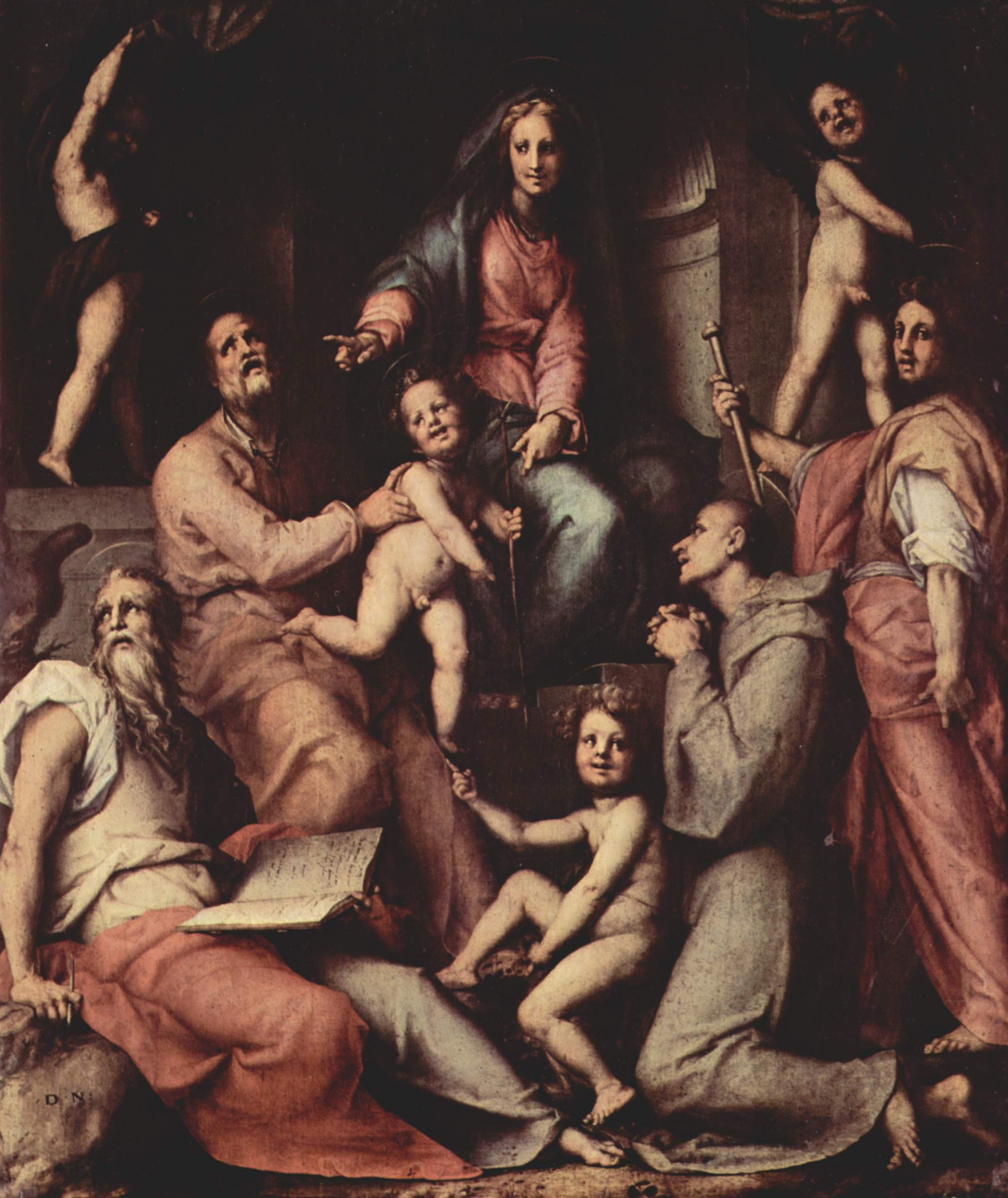
Madonna con bambino e santi, 1518, unde se remarcă expresivitatea personajelor

Prima lucrare a lui Pontormo în stil cu adevărat manierist este Altarul Pucci ("Pala Pucci"), pictat în 1518.
Este vorba de o lucrare comandată de omul politic Francesco Pucci.
Artistul încalcă regulile stabilite până atunci.
Astfel, tabloul Fecioara, pruncul și sfinții (Madonna con bambino e santi) este total asimetric și plin de dinamism, lucru vizibil în pozițiile fețelor și mâinilor personajelor și jocul privirilor acestora.
Pontormo s-a inspirat din arta antică, redescoperită de Renaștere.
Astfel, chipul expresiv al lui Iosif, care îl ține în brațe pe Isus, amintește de cel al lui Laocoon.
În această lucrare, Pontormo s-a mai inspirat și din Rafael și Andrea del Sarto.

## Perioada capodoperelor (1522 - 1530)
În 1523, Pontormo se refugiază la Galluzzo, o suburbie a Florenței de teama unei epidemii de pestă care izbucnise.
Urmează o perioadă bogată în realizări artistice.
Timp de patru ani (1523 - 1527), Pontormo lucrează la decorarea mănăstirii de călugări carthusieni Certosa di Firenze din Galluzzo.
La cele cinci picturi care reprezintă tema biblică a patimilor Domnului, Pontormo adoptă un stil inspirat de gravurile lui Albrecht Dürer.

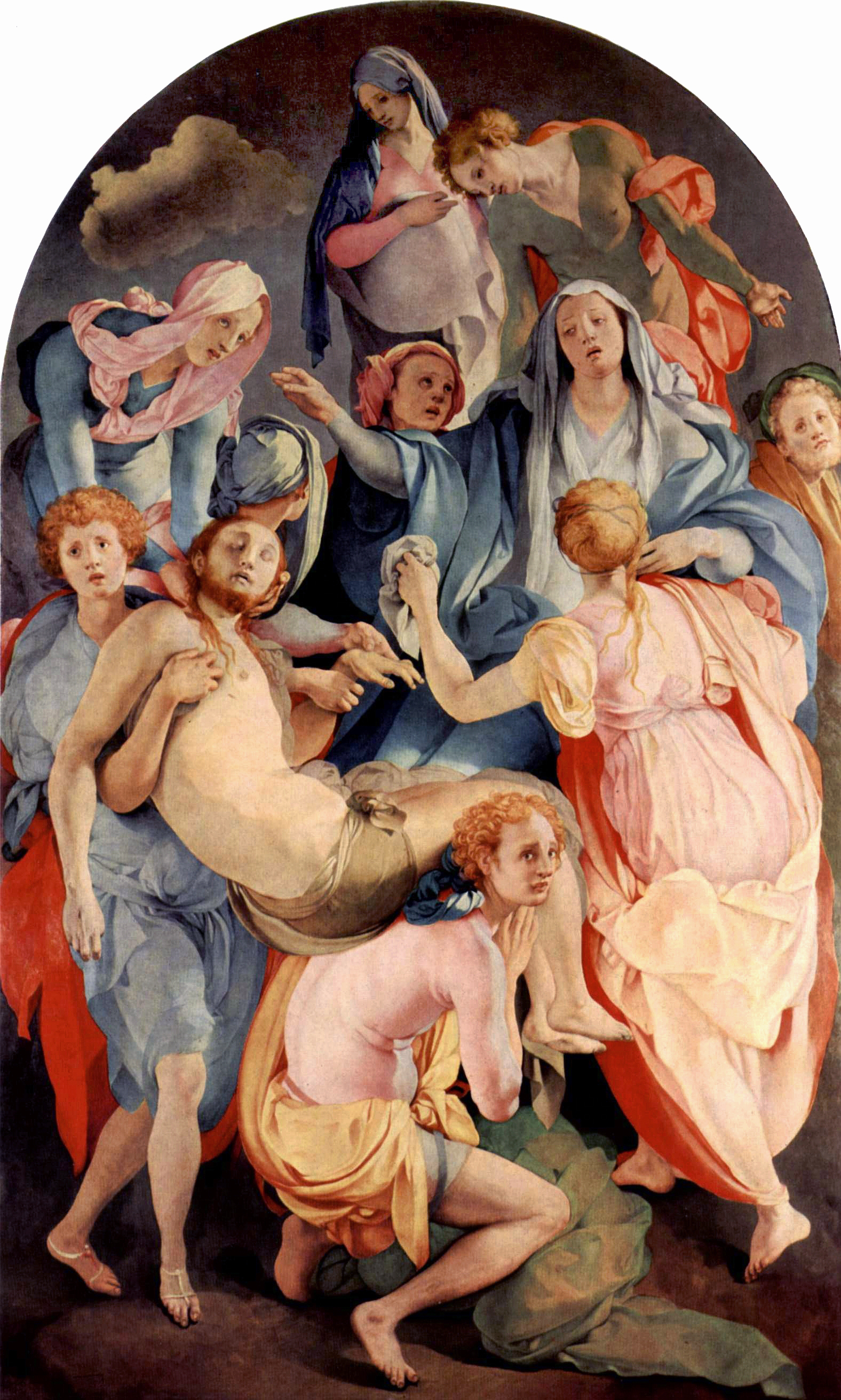
Deposizione (1526 - 1528)

Împrumută de la marele artist german principalele elemente de compoziție, trăsăturile chipurilor și efectele de lumină.
Astfel, pictorul se îndepărtează categoric de tradițiile Școlii florentine, lucru remarcat și de Giorgio Vasari:

"...încercând să asigure figurilor sale veridicitatea și diversitatea expresiei caracteristice lui Dürer, s-a apropiat de acesta cu atât de mult entuziasm, încât finețea proprie stilului său - care era atât de firesc, de delicat și de gingaș - s-a transformat în urma acestui efort. În niciuna din operele sale nu vom mai putea regăsi nimic din calitatea și farmecul de odinioară."

În perioada 1526 - 1528, Pontormo lucrează la decorarea capelei Capponi, din cadrul bazilicii Santa Felicita.
Se remarcă aici lucrarea în ulei pe lemn intitulată Pietà (Deposizione).
Și aici avem de-a face cu o abatere de la tradiție, conform căreia tabloul trebuia să conțină scena cu Maica Domnului cu Isus în brațe.
Însă Pontormo a zugrăvit scena cu despărțirea lui Hristos mort de Fecioara Maria.

## Perioada maturității (după 1530)

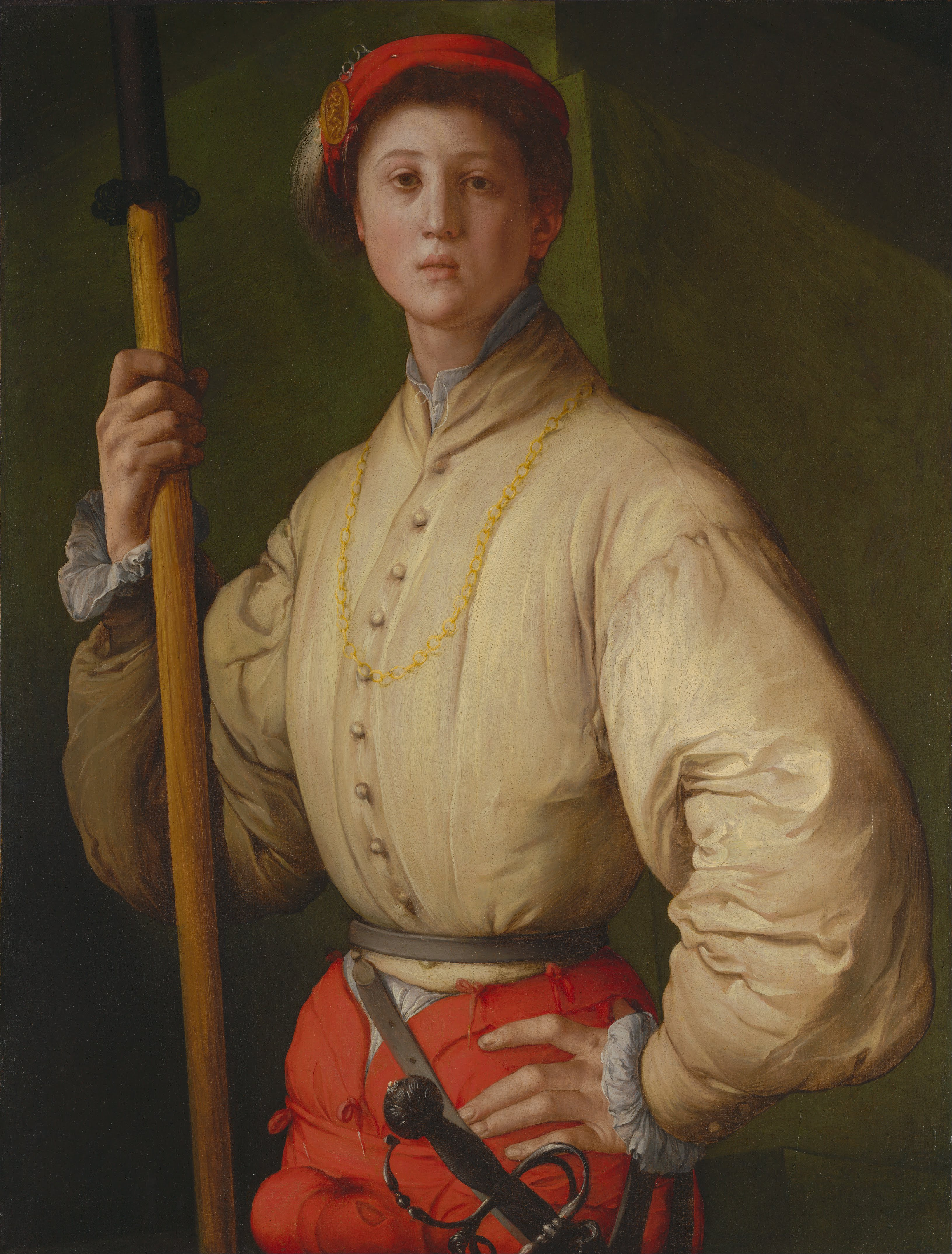
Alabardiere (1537): Cosimo I de' Medici în costum de halebardier

În 1529, Pontormo cumpără un mic teren la Florența, unde construiește o casă și un atelier.
Este din nou angajat de Cosimo I de' Medici, de unde primește comanda de a decora vila sa din Castello (Villa Medicea di Castello).
În 1546 începe lucrul decorarea presbiteriului bisericii San Lorenzo din Florența.
Moartea artistului l-a împiedicat să încheie această lucrare, care a fost finalizată de discipolul său Agnolo Bronzino.

## Lucrări

### Primele opere
- 1512-1513: Leda e il cigno ("Leda și lebăda") (atribuire nesigură), ulei pe lemn, 55 cm x 40 cm, Galleria degli Uffizi, Florența;
- 1514: Sacra Conversazione, frescă, 223 cm x 196 cm, bazilica Santissima Annunziata, cappella di San Luca, Florența;
- 1514: Madonna con bambino e santi ("Madona cu pruncul și sfinții"), frescă, 223 cm x 196 cm, bazilica Santissima Annunziata, cappella di San Luca, Florența;
- 1514: Episodio di vita ospedaliera (), frescă, 91 cm x 150 cm, Accademia di Belle Arti, Florența;
- 1515: Veronica, frescă, 307 cm x 413 cm, bazilica Santa Maria Novella, Florența, dedicată papei Leon al X-lea;
- 1514-1516: Visitazione ("Vizita"), frescă, 392 cm x 337 cm, bazilica Santissima Annunziata, Florența;
- 1516-1517: Dama con cestello di fusi, ulei pe lemn, 76 cm x 54 cm, Galleria degli Uffizi, Florența.

### Capodoperele
- 1523 - 1525: Pontormo lucrează la mănăstirea Certosa di Firenze din Galluzzo, de lângă Florența și realizează cinci fresce:
  - Orazione nell'orto, 300 cm x 290 cm.
  - Cristo dinanzi a Pilato, (Christos înaintea lui Pilat) 300 cm x 292 cm.
  - Andata al Calvario (Drumul Calvarului), 300 cm x 292 cm.
  - Deposizione (Coborârea de pe cruce), 300 cm x 292 cm.
  - Resurrezione (Învierea), 232 cm x 291 cm.